# Libby Tanner
Elizabeth Mary "Libby" Tanner (Melbourne, Victoria; 25 de febrero de 1970) es una actriz australiana, conocida por haber interpretado a Bronwyn Craig en la serie All Saints y a Michelle LeTourneau en Rescue.

## Biografía
Estudió artes escénicas en la Universidad de Ballarat.
Es muy buena amiga del actor Erik Thomson y de la actriz Tammy MacIntosh, incluso fue su dama de honor en su boda en octubre de 2005.
Libby se casó con su coprotagonista en All Saints, el actor Brian Vriends, y el 19 de diciembre de 2001 nació su primera hija, Edie Van Vriends, en el Randwick's Royal Hospital For Women de Sídney. Sin embargo el matrimonió terminó en 2004.
Actualmente sale con Jimmy Ryan, un carpintero. El 8 de junio del 2008 tuvieron su primer hijo juntos, Tadhg Ryan Tanner.

## Carrera
En 1994 apareció como invitada en la serie australiana Neighbours, donde interpretó a Lynette Thorneycroft. 
En 1996 interpretó a la lesbiana Zoe Marshall en la serie Pacific Drive.
En 1998 se unió al elenco de la serie australiana All Saints en donde interpretó a la enfermera y paramédico Bronwyn Craig-Markham hasta 2003, luego de que su personaje se fuera con Ben Markham (Vriends), para iniciar una vida juntos.
En 2004 se unió como personaje recurrente al elenco de la serie Fireflies, donde interpretó a Lill Yengill. Posteriormente ese mismo año interpretó de nuevo a Lill en la película del mismo nombre.
De 2005 a 2006 interpretó a Grace Palmer en la serie HeadLand.
En 2008 apareció como invitada en la serie australiana Rush, donde dio vida a la rica política Robyn Hume, cuya hija de 15 años ha sido secuestrada. También participó en el corto Little Wings, donde interpretó a Claire, y en la película Scorched, donde interpretó a Lizzie Francia. Para entonces, Libby estaba embarazada de seis meses.
En 2009 se unió al elenco principal de la serie Rescue Special Ops, donde interpretó a la administradora de la estación de rescate Michelle LeTourneau, hasta el final de la serie el 5 de septiembre de 2011.
En 2013 se unió al elenco recurrente de la serie Nowhere Boys donde interpreta a Sarah Riles-Bates.
En 2015 se unirá al elenco de la tercera temporada de la serie Wentworth donde dará vida a Bridget Westfall.

## Filmografía

### Series de Televisión
| Año             | Título                         | Personaje               | Notas                                     |
| --------------- | ------------------------------ | ----------------------- | ----------------------------------------- |
| 2015 - presente | Wentworth                      | Bridget Westfall        | -                                         |
| 2013 - presente | Nowhere Boys                   | Sarah Riles-Bates       | 12 episodios                              |
| 2012            | Mr Biggs                       | Norma                   | 2 episodios                               |
| 2009 - 2011     | Rescue Special Ops             | Michelle LeTourneau     | 48 episodios                              |
| 2008            | Rush                           | Robyn Hume              | episodio # 1.8                            |
| 2005 - 2006     | headLand                       | Grace Palmer            | 58 episodios                              |
| 2004            | Fireflies                      | Lill Yengill            | 22 episodios                              |
| 2003            | Stingers                       | Ava Ryan                | episodio "Sleeping with the Enemy"        |
| 1998 - 2003     | All Saints                     | Bronwyn Craig           | 103 episodios                             |
| 1996            | Pacific Drive                  | Zoe Marshall            | serie de televisión                       |
| 1995            | Snowy River: The McGregor Saga | Brdoie                  | episodio "The Foundling"                  |
| 1994 - 1995     | Blue Heelers                   | Elizabeth/Heather Lewis | 2 episodios                               |
| 1995            | Frontline                      | Paciente                | episodio "Office Mole"                    |
| 1994            | Neighbours                     | Lynette Thorneycroft    | 2 episodios                               |
| 1992            | Bony                           | Jenny                   | episodio "Surf, Sun, Sand.... and Murder" |

### Películas
| Año  | Título                  | Personaje        | Notas                                                                                |
| ---- | ----------------------- | ---------------- | ------------------------------------------------------------------------------------ |
| 2013 | The Turning             | -                | junto a Rose Byrne, Cate Blanchett, Hugo Weaving, Callan Mulvey & Miranda Otto       |
| 2011 | These Empty Streets     | Susie            | corto - junto a Jeremy Kewley                                                        |
| 2008 | Scorched                | Lizzie Francia   | junto a Vince Colosimo, Salvatore Coco, Georgie Parker & Rachael Carpani             |
| 2008 | Little Wings            | Claire           | corto - junto a Mark Raffety                                                         |
| 2006 | BlackJack: At the Gates | Stephanie Turner | junto a Gigi Edgley                                                                  |
| 2004 | Fireflies               | Lill Yengill     | junto a Christopher Morris, Nadia Townsend, John Waters, Jeremy Sims & Steve Rodgers |
| 1996 | Life                    | Jane             | -                                                                                    |

## Premios
- Logie Awards.:

| Año  | Categoría                            | Premio             | Serie      | Resultado |
| ---- | ------------------------------------ | ------------------ | ---------- | --------- |
| 2003 | Most Popular Actress                 | Silver Logie Award | All Saints | Ganó      |
| 2003 | Most Notably Performance             | Gold Logie Award   | All Saints | Nominada  |
| 2002 | Most Popular Actress                 | Silver Logie Award | All Saints | Ganó      |
| 2002 | Most Notably Performance             | Gold Logie Award   | All Saints | Nominada  |
| 2002 | Most Outstanding Actress             | Silver Logie Award | All Saints | Nominada  |
| 2001 | Most Outstanding Actress in a Series | Silver Logie Award | All Saints | Nominada  |
| 1999 | Most Popular New Female Talent       | Logie Award        | -          | Nominada  |